# Brigitte Esch
Brigitte Esch  (* 25. Oktober 1956) ist eine ehemalige deutsche Fußballspielerin.

## Karriere
Esch gehörte als Abwehrspielerin dem SC 07 Bad Neuenahr zunächst in der Verbandsliga Rheinland an, danach bis zum Saisonende 1989/90 in der 1985 gegründeten Regionalliga West. In ihrer letzten Saison kam sie in zwei Punktspielen der seinerzeit zweigleisigen Bundesliga zum Einsatz. In der Gruppe Süd der Premierensaison debütierte sie am 7. Oktober 1990 (5. Spieltag) bei der 0:5-Niederlage im Auswärtsspiel gegen den FSV Frankfurt. Auch das Heimspiel 14 Tage später (6. Spieltag) gegen den FC Bayern München wurde mit 0:3 verloren.
Als Rheinländischer Meister 1978 nahm sie zuvor mit ihrem Verein an der Endrunde um die Deutsche Meisterschaft teil und gelangte mit ihr ins Finale, das zum zweiten Male in Hin- und Rückspiel ausgetragen wurde. Im heimischen Apollinarisstadion gelang am 17. Juni 1978 ein 2:0-Sieg über den FC Hellas Marpingen, im Rückspiel am 25. Juni 1978 im Eppelborner Illtalstadion verlor sie mit ihrer Mannschaft mit 0:1 – aber das Ergebnis reichte für die bis heute einzige Deutsche Meisterschaft.
1979 erfolgte das Aus gegen den FC Bayern München bereits im Viertelfinale, 1980 gegen den KBC Duisburg im Halbfinale.

## Erfolge
- Deutscher Meister 1978
- Rheinlandmeister 1978, 1979, 1980